# Orquestra Simfònica de Barcelona i Nacional de Catalunya

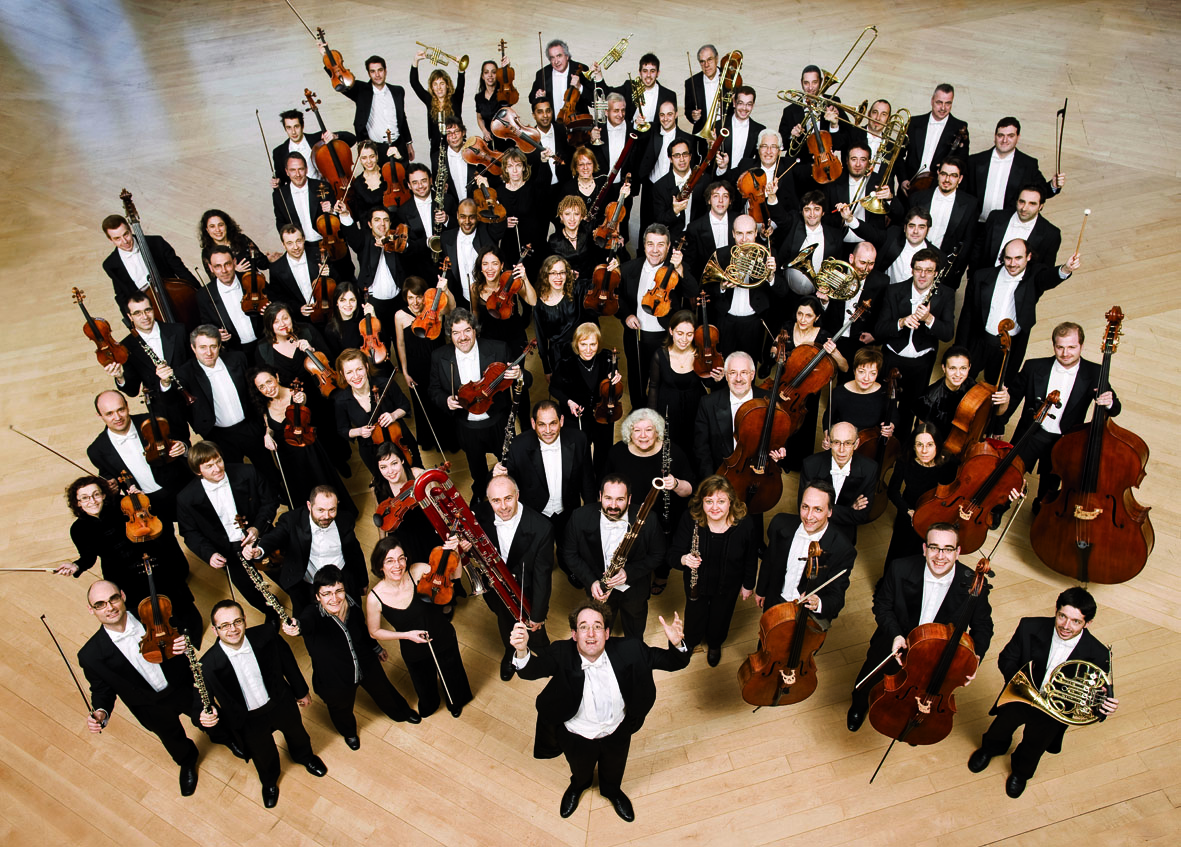
Das Orquestra Simfònica de Barcelona i Nacional de Catalunya in der Saison 2010/2011

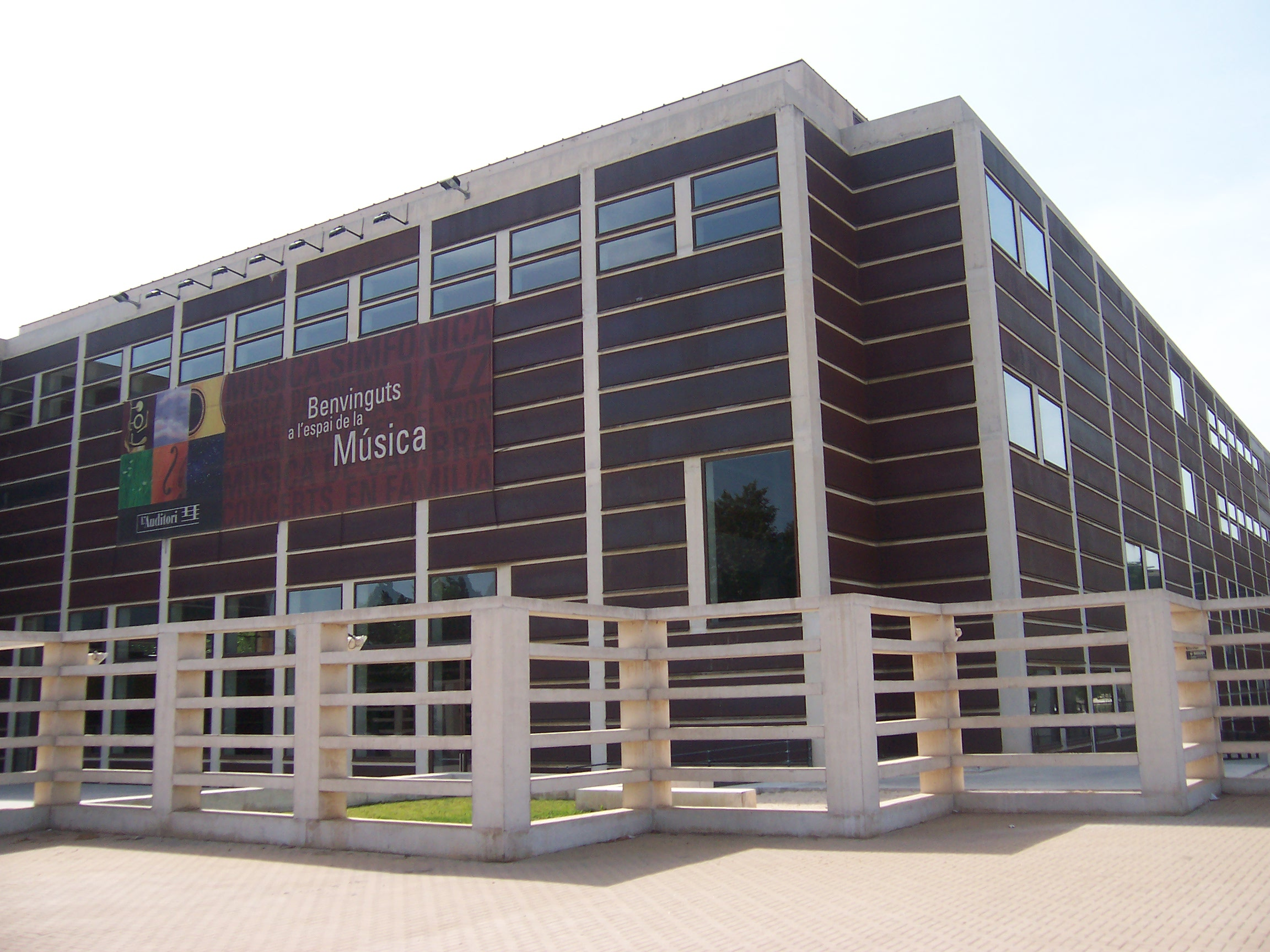
L’Auditori de Barcelona, der Sitz des Orquestra Simfònica de Barcelona i Nacional de Catalunya

Das Orquestra Simfònica de Barcelona i Nacional de Catalunya, offiziell abgekürzt als OBC, ist ein 1944 als Orquestra Municipal de Barcelona gegründetes Barceloneser Sinfonieorchester, das gleichzeitig als katalanisches Nationalorchester fungiert.

## Vorgeschichte
Im Jahr 1944 unterstützte die Generalitat de Catalunya die Gründung eines Orquestra Municipal de Barcelona (Städtisches Orchester von Barcelona) unter dem katalanischen Komponisten und Dirigenten Eduard Toldrà. Von 1957 bis 1962 wirkte der Dirigent und Komponist Ricard Lamote de Grignon als stellvertretender Leiter dieses Klangkörpers. Dieses Orquestra Municipal de Barcelona erfüllte recht bald sein Ziel und verbreitete klassische Musik, insbesondere auch die katalanischen Komponisten in einer großen Öffentlichkeit und wurde damit zum Zentrum des Barceloneser Musiklebens. Das Orchester gab gemeinsam mit internationalen Solisten Reihen symphonischer Konzerte. 1962 übernahm Albert Ferrer bis zu seinem Ausscheiden 1967 die Orchesterleitung. 1967 legte er dann diese Leitungsaufgabe in die Hände von Antoni Ros Marbà, der ab diesem Zeitpunkt das Orchester als Orquestra Ciutat de Barcelona bis 1978 weiterführte. Diese Position bekleidete anschließend Salvador Mas (1978–1981), erneut Ros i Marbà (1985–1986), Franz-Paul Decker (1986–1991) und Luis Antonio García Navarro (1991–1993).

## Gegenwart
1994 gab man dann dem Orchester seinen aktuellen Namen Orquestra Simfònica de Barcelona i Nacional de Catalunya. Nach einer Zeit ohne explizit ausgewiesenen Leiter bekleideten Lawrence Foster (1996 bis 2002), Ernest Martínez Izquierdo (2002 bis 2006), Eiji Ōue (2006 bis 2010) und Pablo Gonzales (2010 bis 2014) diese Position. Im Januar 2014 entschied man, dass ab 2015 der Japaner Kazushi Ono diese Leitungsfunktion übernehmen sollte.
Seit 1999 hat das Orchester seinen Hauptsitz im Auditori de Barcelona. Neben den jährlichen Konzertreihen dort war das Orchester auf internationalen Konzerttourneen unter anderem in Deutschland, in Frankreich, der Schweiz, Österreich, der Tschechischen Republik, der Slowakei, in Korea, Japan, Rumänien und Puerto Rico. Im Jahr 2002 unternahm das Orchester zwei große Tourneen, die eine durch Europa, die andere durch die Vereinigten Staaten.
Es bot Konzerte und Aufnahmen von Komponisten wie Manuel de Falla, Robert Gerhard, Xavier Montsalvatge, Manuel Blancafort, Operngesamtaufnahmen von Tosca (Puccini) und Otello und Falstaff (Verdi), die alle eine internationale Reputation brachten. Unter Salvador Mas gab das Orchester 2007 ein Konzert auf der Frankfurter Buchmesse, wo Katalonien Gastland war. Das Orchester gab Uraufführungen von zeitgenössischen Komponisten wie Xavier Montsalvatge. Es hat bei den Labels Naxos, Decca und EMI diverse Tonträger eingespielt.
Das Orchester erhielt Grammy Awards für das beste klassische Musikalbum für die Einspielung von La Dolores von Tomás Bretón (2001) und für das beste Klassikalbum mit der Rhapsody in Blue von George Gershwin zusammen mit dem französischen Pianisten Michel Camilo (2006).